# Kurt Knoblauch

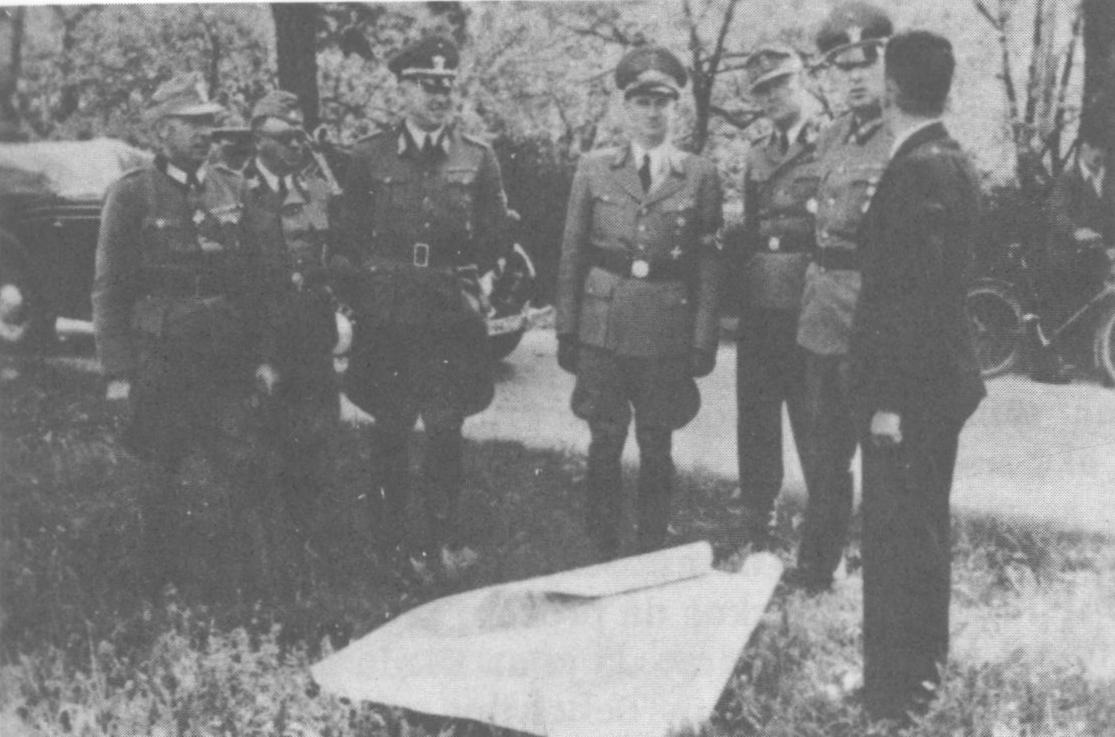
Hermann Franz, Kurt Knoblauch, Poročnik Lang, Friedrich Rainer, Erwin Rösener, Kurt Daluege à Helmut Hierzegger, Autriche le 3 juillet 1941

Kurt Knoblauch, né le 10 décembre 1885 à Marienwerder et décédé le 10 novembre 1952 à Munich, était un officier de l'armée allemande et général de la Waffen-SS.

## Biographie
Kurt Knoblauch, fils du collecteur d'impôts Friedrich Knoblauch (date de naissance inconnue, mort le 25 septembre 1922) et d'Emma Schröder (sa femme). Après avoir obtenu son diplôme d'études secondaires à Ratzebourg, le 23 février 1905, Kurt Knoblauch rejoint l'armée prussienne en tant que cadet dans le 39e régiment de fusiliers. Le 18 août 1906, il est promu lieutenant et le 8 octobre 1909 transféré au 70e régiment d'infanterie où il sert comme commandant de peloton. En mai 1911, il est détaché pendant un mois auprès du 8e bataillon du génie (1er Rhénan) pour acquérir une expérience d'ingénierie sur le terrain. Le 1er octobre 1912, Kurt Knoblauch est promu adjudant de bataillon. Le 17 février 1914, il est promu premier lieutenant. Il est transféré au commandement du district de Sarrebruck le 1er mai 1914. Pendant la Première Guerre mondiale, dès le 2 août 1914, il devient commandant de compagnie dans le 32e bataillon de remplacement de la brigade. Le 18 juin 1915, il est promu capitaine. Pendant la guerre, il a été blessé à plusieurs reprises.
En 1919, après la guerre, Kurt Knoblauch sert dans le Corps franc (Freikorps Deutsche Schutzdivision) avant d'être repris par la Reichswehr. 
Il dirige d'abord la 4e compagnie de mitrailleuse, puis devient chef de la 12e compagnie du 3e Régiment d'infanterie, sert ensuite comme officier du renseignement au 18e Régiment d'infanterie à Paderborn. Le 1er février 1926, il est promu major puis lieutenant-colonel le 1er avril 1930. À ce titre, il dirige le 2e bataillon du 1er régiment d'infanterie (prussien). 1er avril 1931, Knoblauch devient membre de l'état-major du régiment. Il prend sa retraite de l'armée le 31 mars 1933, après avoir reçu sa dernière promotion en tant qu'oberst (colonel) en février. Knoblauch rejoint le parti nazi le 20 avril 1933 (numéro de membre 2 750 158) et rejoint la Sturmabteilung (SA). Il sert à plein temps en tant que chef SA jusqu'à sa démission le 12 avril 1935 pour rejoindre la Schutzstaffel (SS) (n° 266 653).
À partir de 1937, il sert dans la chancellerie du parti nazi, aidant à la préparation de la guerre,,,.
En mai 1940, il est nommé inspecteur des unités de remplacement de la  3edivision SS Totenkopf et devient l'un des plus proches confidents d'Heinrich Himmler. En décembre 1940, il devient commandant de la Waffen-SS aux Pays-Bas. Le 7 avril 1941, il est nommé chef de l'État-major personnel du Reichsführer-SS (Kommandostab Reichsführer-SS). En juillet 1942, il est transféré à l'État-major de la SS (SS-Führungshauptamt) pour diriger le département de formation (Amtsgruppe B). À ce poste, il est entre autres responsable de la coordination du soutien SS à la Wehrmacht et aux opérations de police, y compris la persécution des Juifs dans des cas comme les Massacres des marais de Pripyat. En 1943, il est remplacé par Ernst Rode. En juin 1944, il est promu obergruppenführer. En décembre 1949, lors de la dénazification d'après-guerre, Knoblauch est classé comme militant (délinquant, catégorie II) par les tribunaux de Munich et condamné à deux ans de camp de travail. Alors qu'il interjete appel, en juin 1950, un tribunal arbitral de Munich[Lequel ?] le rejeta et confirma le verdict du premier tribunal,,.